# Eragrostis hildebrandtii
Eragrostis hildebrandtii är en gräsart som beskrevs av Elizabeth Elisabeth Jedwabnick. Eragrostis hildebrandtii ingår i släktet kärleksgrässläktet, och familjen gräs.
Artens utbredningsområde är Madagaskar. Inga underarter finns listade i Catalogue of Life.